# Іллізі
Іллізі (араб. اليزي, фр. Illizi) — місто на південному сході Алжиру. Адміністративний центр однойменного вілаєту. Розташоване неподалік від кордону з Лівією, за 2000 км від столиці країни — м. Алжир.

## Клімат
Місто знаходиться у зоні, котра характеризується кліматом тропічних пустель. Найтепліший місяць — червень із середньою температурою 33.3 °C (92 °F). Найхолодніший місяць — січень, із середньою температурою 12.2 °С (54 °F).
| Клімат Іллізі           | Клімат Іллізі | Клімат Іллізі | Клімат Іллізі | Клімат Іллізі | Клімат Іллізі | Клімат Іллізі | Клімат Іллізі | Клімат Іллізі | Клімат Іллізі | Клімат Іллізі | Клімат Іллізі | Клімат Іллізі | Клімат Іллізі |
| Показник                | Січ.          | Лют.          | Бер.          | Квіт.         | Трав.         | Черв.         | Лип.          | Серп.         | Вер.          | Жовт.         | Лист.         | Груд.         | Рік           |
| Абсолютний максимум, °C | 32            | 35            | 38            | 43            | 45            | 48            | 48            | 46            | 45            | 42            | 38            | 33            | 48            |
| Середній максимум, °C   | 20            | 23            | 28            | 32            | 37            | 41            | 41            | 40            | 38            | 34            | 27            | 22            | 32            |
| Середня температура, °C | 12            | 15            | 19            | 24            | 29            | 33            | 33            | 32            | 30            | 25            | 19            | 14            | 24            |
| Середній мінімум, °C    | 4             | 7             | 11            | 16            | 21            | 25            | 25            | 25            | 22            | 17            | 12            | 6             | 16            |
| Абсолютний мінімум, °C  | −2            | −1            | 1             | 8             | 9             | 15            | 18            | 19            | 16            | 7             | 2             | −1            | −2            |
| Норма опадів, мм        | 0             | 0             | 0             | 0             | 0             | 0             | 0             | 0             | 0             | 0             | 0             | 0             | 20            |
| Днів з дощем            | 0             | 0             | 0             | 0             | 0             | 0             | 0             | 0             | 0             | 0             | 0             | 0             | 3             |
| Вологість повітря, %    | 48            | 39            | 33            | 30            | 27            | 27            | 24            | 22            | 25            | 32            | 43            | 42            | 33            |
| ----------------------- | ------------- | ------------- | ------------- | ------------- | ------------- | ------------- | ------------- | ------------- | ------------- | ------------- | ------------- | ------------- | ------------- |
| Джерело: Weatherbase    |               |               |               |               |               |               |               |               |               |               |               |               |               |